# دينار تنظيم الدولة الإسلامية (داعش)
دينار الدولة الإسلامية في العراق والشام هي عملة معدنية أقرها تنظيم الدولة الإسلامية (داعش) في شهر ديسمبر من عام 2016 على المناطق التي يفرض السيطرة عليها، وهي عملة غير معترف بها من أي دولة في العالم.

## تداول العملة
على الرغم من كون العملة غير معترف بها دولياً إلا أن التنظيم نجح في صرف وتداول العملة لمؤسسات خارج التنظيم، ويرجع ذلك للقيمة المعدنية لها.
قالت المصادر التابعة لشبكة آر تي العربية أن التنظيم قام بحصر بيع النفط للتجار مقابل الدينار الذهبي الذي سكته، حيث يقوم التنظيم ببيعه لمحلات الصيرفة، مقابل 190 دولارا للدينار الواحد الذي يصل وزنه لنحو أربعة ونصف جرامات، وبدورها تقوم محلات الصيرفة ببيعه للتجار مقابل 190.5 دولارا للدينار الواحد.
وبحسب نفس المصادر، شوهد التجار يقبلون كثيرًا على شراء «الدينار الذهبي»، من أجل تيسير أمور تجارة النفط في المناطق التي يسيطر عليها تنظيم الدولة إلا أن التنظيم منع بيعه للتجار إلا مقابل العملة الجديدة المذكورة.
ورجحت مصادر أخرى أن تكون عملية إصدار تنظيم الدولة الإسلامية للعملة الجديدة وحصر تداول النفط بها، وعدم قبول أية عملة أخرى في عمليات البيع والشراء لمادة النفط، بمثابة إجراء من قبل التنظيم لكسب أرباح مالية سريعة بعد استهداف مصادر تمويله وعصبه الاقتصادي في عدة مناطق سورية والنقص الكبير في موارده وتمويله.

## العملة
هناك ثلاث فئات لعملة وهي الدينار الذهبي والدرهم الفضي والفلس النحاسي ويزن الدينار الذهبي الواحد 4,25 غراماً من الذهب، وفي عام 2016 قام التنظيم بتحديد سعره بـ192،5 دولاراً، والخمسة دنانير بـ694$، والدرهم الفضي يضاهي دولاراً واحداً، والعشرون فلس يقارب 13 سنت.

### أشكال العملات
| الصورة | القيمة   | التكوين المعدني | الوزن      | وصف الصورة الخلفية   |
| ------ | -------- | --------------- | ---------- | -------------------- |
|        | 1 دينار  | ذهب (عيار 21)   | 4.25 جرام  | نبات لسبعة سنابل قمح |
|        | 5 دنانير | ذهب (عيار 21)   | 21.25 جرام | خريطة العالم         |
|        | 1 درهم   | فضة             | 2 جرام     | درع ورمح             |
|        | 5 دراهم  | فضة             | 10 جرام    | منارة دمشق البيضاء   |
|        | 10 دراهم | فضة             | 20 جرام    | المسجد الأقصى        |
|        | 10 فلوس  | نحاس            | 10 جرام    | هلال                 |
|        | 20 فلس   | نحاس            | 20 جرام    | ثلاث نخلات           |